# Bissetia
Bissetia is een geslacht van vlinders van de familie grasmotten (Crambidae).

## Soorten
- B. leucomeralis (Hampson, 1919)
- B. poliella (Hampson, 1919)